# Kajdi Tibor
Kajdi Tibor (Rétság, 1948. február 18. –) bajnoki bronzérmes labdarúgó, középpályás.

## Pályafutása
A Balassagyarmati MÁV-nál kezdte a labdarúgást. 1969 és 1980 között a Salgótarjáni BTC labdarúgója volt. 1969. március 22-én mutatkozott be az élvonalban a Diósgyőri VTK ellen, ahol csapata 2–1-s vereséget szenvedett. Részese volt a Salgótarjáni BTC legnagyobb sikerének, az 1970–71-es bajnoki bronzérem megszerzésének. Az 1981-82-es idényben az Ózdi Kohász csapatában játszott az első osztályban. Az élvonalban 259 bajnoki mérkőzésen szerepelt és 35 gólt szerzett.

## Sikerei, díjai
- Magyar bajnokság
  - 3.: 1971–72